# The Bloom and the Blight
The Bloom and the Blight è il quarto album della duo band californiana Two Gallants pubblicato il 4 settembre 2012 e il primo assieme all'etichetta discografica ATO Records.

## Il disco
The Bloom and The Blight è il primo album successivo alla pausa che tenne i componenti separati per ben cinque anni. Nel 2012, anno in cui la band venne ufficialmente riformata, il duo firmò un contratto discografico con l'ATO Records. Alla registrazione del disco contribuì anche il produttore John Congelton che ebbe un ruolo fondamentale nell'equilibrare strumentalmente il connubio dei due musicisti.
In seguito uscì un 7" contenente la traccia bonus dell'album chiamata I'm So Depressed.
Se, da un punto di vista testuale, i Two Gallants mantengono una certa continuità rispetto a quanto mostrato nei lavori precedenti, dal lato prettamente musicale si sono profondamente evoluti. I testi, infatti, mantengono la loro collaudata profondità, arricchiti con immagini allegoriche, personaggi biblici o ambienti folcloristici tipici del Mississippi precedenti alla guerra civile americana o del Far West.
Sonoramente, i Two Gallants, dopo anni di inattività, conoscono una vera e propria naturale evoluzione. Il duo californiano si discosta dall'indie folk che aveva caratterizzato i primi tre dischi e, seppur mantenendo delle solide fondamenta alt-country e blues in alcune tracce dell'album, va ad abbracciare uno stile più aggressivo e pesante tipico dell'hard rock. La voce stessa di Stephens, durante le canzoni, si fa sempre più graffiante e forte mentre la batteria di Vogel lavora ad un ritmo frenetico ed incessante. Tutti fattori fortemente apprezzati da una critica che, nonostante caratterizzata da pareri spesso discordanti, diede un giudizio globalmente positivo sul disco.

## Curiosità
Inizialmente Stephens aveva intenzione di intitolare il disco solamente Blight letteralmente ruggine. Vogel si oppose spiegando all'amico come il titolo non lasciasse spazio alla positività, fattore importante all'interno delle canzoni del disco. Proprio per questo, i due, decisero di cambiare il nome in The Bloom and the Blight, cioè, all'alternarsi di ruggine e di fioritura.
La copertina rappresenta una foto di Vogel e Stephens scattata dalla madre di quest'ultimo quando erano piccoli.

## Tracce
Musiche di Two Gallants.
1. Halcyon Days – 4:32 (testo: Adam Stephens)
2. Song of Songs – 2:43 (testo: Adam Stephens)
3. My Love Won't Wait – 3:46 (testo: Adam Stephens)
4. Broken Eyes – 2:46 (testo: Adam Stephens)
5. Ride Away – 3:43 (testo: Adam Stephens)
6. Decay (feat. Erin Wang, Lewis Patzner - Violoncello.   Tyson Vogel - Chitarra) – 3:23 (testo: Tyson Vogel)
7. Winter's Youth – 3:34 (testo: Adam Stephens)
8. Willie – 2:15 (testo: Adam Stephens)
9. Cradle Pyre – 3:12 (testo: Adam Stephens)
10. Aunday Souvenirs – 3:30 (testo: Adam Stephens)

## Formazione
Gruppo
- Adam Stephens - voce, chitarra, armonica a bocca
- Tyson Vogel - cori, batteria

Altri musicisti
- Erin Wang - violoncello
- Lewis Patzner - violoncello

Produzione
- John Congleton - produzione
- Deborah D. Vogel - Fotografia
- Bryan Duquette - Management
- Dan Kasin - Management
- Eric Ryan Anderson - Fotografia